# 1679 en France
Chronologie de la France
- 1675
- 1676
- 1677
- 1678
- 1679
- 1680
- 1681
- 1682
- 1683

Cette page concerne l’année 1679 du calendrier grégorien.

## Événements
- 8 janvier : Jean Bart devient lieutenant de vaisseau[1].

- 20 janvier : Vauban, commissaire général aux fortifications, chargé d’édifier un système de fortifications protégeant les frontières, adaptées aux progrès de l’artillerie se rend en Franche-Comté[2] : Auxonne, Salins (6 février) où il visite les forts qui dominent la ville (Belin, Saint-André, Grelimbach et Bracon)[3]). Il se rend ensuite à Toulon où il ébauche un projet d'agrandissement de l’arsenal (mémoire à Seignelay du 10 mars[4]). Il va à Perpignan, en Roussillon pour étudier le tracé et la défense de la nouvelle frontière avec l’Espagne. Le 1er avril il élabore un projet « pour les fortifications des ville et citadelle de Perpignan »[3], puis visite Port-Vendres, Collioure, Bellegarde, Fort-les-Bains, Villefranche, Mont-Louis, Prats-de-Mollo. Fin mai il rejoint Louvois pour une inspection des places de l’est[2] : Dole, Besançon, Belfort, Huningue, Fribourg, Brisach, Sélestat, Hochfelden, Phalsbourg, Marsal, Nancy, Longwy et Bouillon[3].

- 5 février : signature de la paix de Nimègue entre la France et l’Empire mettant fin à la guerre de Hollande. Occupation de Fribourg-en-Brisgau par la France[5].

- 13 mars : déclaration contre les protestants. Elle condamne les relaps à la peine d’amende honorable et de confiscation des biens[6].
- 13 mars : arrestation de La Voisin ; l’affaire des Poisons éclate au grand jour[7].

- Avril : le roi Louis XIV promulgue l’Édit de Saint-Germain-en-Laye qui décide de rendre obligatoire un enseignement du droit français dans les facultés de droit, et crée des « professeurs de droit français » dans les universités du royaume[8].
- 7 avril : instauration par lettres patentes de la « commission de l’Arsenal » ou « Chambre ardente », « commission chargée de faire le procès aux empoisonneurs et aux magiciens »[9]. Le tribunal tient sa première séance le 17 avril. Plusieurs dizaines de personnes sont exécutées. Madame de Montespan, compromise en 1680, est protégée par le roi[10].

- 17 mai : visite de l’archevêque de Paris Harlay de Champvallon à Port-Royal où il interdit aux religieuses de recevoir de nouvelles postulantes et leur ordonne de renvoyer les postulantes actuelles ainsi que les pensionnaires. Les « solitaires » doivent se disperser (Le Nain de Tillemont, Pontchâteau, Lemaistre de Sacy, Claude Sainte-Marthe, Ernest Ruth d'Ans, Boulanger... Le 17 juin, Antoine Arnauld doit s’exiler à Bruxelles[11].

- 29 juin : traité de Saint-Germain ; le Grand Électeur de Brandebourg conclut la paix avec la France[12].

- Juillet : édit supprimant les Chambres mi-parties de Toulouse, Bordeaux et Grenoble[6].

- 1er septembre : le parlement de Besançon engage la procédure qui aboutit, un an plus tard, à l’annexion du comté de Montbéliard[13].

- 10 octobre : déclaration royale interdisant aux Protestants de tenir des synodes sans la permission du roi et sans l’assistance d’un commissaire nommé par le roi[6].
- 23 octobre : édit instituant la chambre de réunion de Metz. Deux autres chambres sont établies en septembre par le Parlement de Besançon et à Brisach par le Conseil souverain d’Alsace en 1680[14]. Début de la politique des Réunions en Alsace et Franche-Comté.

- 6 novembre : Vauban adresse au roi un mémoire sur le projet de construction du  « risban » pour la défense du port de Dunkerque[2].
- 18 novembre : disgrâce de Pomponne. Charles Colbert de Croissy dirige les Affaires étrangères[15].